# Tweede Kamerverkiezingen 2021/Kandidatenlijst/Lijst 30
Dit is de kandidatenlijst voor de Tweede Kamerverkiezingen van 2021 die op 5 februari 2021 is vastgesteld door de Kiesraad als Blanco lijst met als eerste kandidaat Zeven, A.J.L.B., zonder vermelding van een partijnaam.
In de Staatscourant van 23 februari 2021 werd de lijst gepubliceerd als een kandidatenlijst zonder nadere aanduiding.
De betreffende partij noemt zichzelf Lijst30.

## De lijst
1. Anna Zeven, 's-Gravenhage - 3.993 voorkeurstemmen
2. Willem Engel, Rotterdam - 2.869
3. Mordechai Krispijn, 's-Gravenhage - 150
4. Koen Verhagen, Hulst - 150
5. Theo Vos, Laren - 20
6. Christian Kromme, Elburg - 21
7. Paul Brenkman, Schiedam - 40
8. Steven de Oude, Alphen aan den Rijn - 42
9. Ferenc Honkoop, Kaatsheuvel - 41
10. Felix Tangelder, Arnhem - 18
11. Omar Tegel, Heiloo - 58
12. Simcha de Haan, Amsterdam - 52
13. Inez van Baarsen, Zutphen - 53
14. Melissa de Ruijter, Wognum - 61
15. Ramona Kwestro, Leiden - 40
16. Lisa van Archipel, 's-Gravenhage - 68
17. Rick Artz, Wijk en Aalburg - 10
18. Edward Kleinjan, Huizen - 39
19. Wilko Huiden, Zoetermeer - 12
20. Ab Gietelink, Amsterdam - 56
21. Kees van der Pijl, Amsterdam - 100

## Opmerkingen bij de lijst
Medio maart 2021 hebben Theo Vos, Christian Kromme en Felix Tangelder aangegeven liever niet voor te komen op kieslijst van Lijst30, terwijl zo werd bepaald door de Kiesraad. Alle 3 geven aan al op de kieslijst van de partij Vrij en Sociaal Nederland te staan.
VVD · PVV · CDA · D66 · GroenLinks · SP · PvdA · ChristenUnie · Partij voor de Dieren · 50PLUS · SGP · DENK · FVD · BIJ1 · JA21 · Code Oranje · Volt · NIDA · Piratenpartij · LP · JONG · Splinter · BBB · NLBeter · LHK · OPRECHT · JEZUS LEEFT · TROTS · UCF · Lijst 30 · PvdE · DFP · VSN · WZNL · Modern Nederland · De Groenen · PvdR